# Thomas Joseph White
Thomas Joseph White OP (nascido em 1971) é um padre e teólogo católico americano. Em 14 de setembro de 2021, ele sucedeu Michał Paluch como reitor da Pontifícia Universidade de Santo Tomás de Aquino em Roma (o "Angelicum"). Ele é um membro fundador da banda de bluegrass The Hillbilly Thomists.

## Biografia
White cresceu no sudeste da Geórgia em uma família inter-religiosa.  Seu pai, um médico, é judeu, e sua mãe é enfermeira. Ele foi batizado por um padre episcopal quando tinha 20 anos, mas acabou se convertendo ao catolicismo no último ano da faculdade.  Concluiu o bacharelado em estudos religiosos pela Brown University (1993) e o mestrado (1995) e doutorado (2002) em Teologia pela Oxford University. Entrou na Ordem dos Pregadores em 2003.  Concluiu a licenciatura em Teologia Sagrada (2007) na Casa Dominicana de Estudos em Washington, D.C. Emitiu os votos perpétuos em 17 de maio de 2007 e em 23 de maio de 2008 foi ordenado sacerdote. 
Sua pesquisa e ensino concentram-se na metafísica tomista, na cristologia e no diálogo ecumênico católico-reformado. Foi nomeado membro ordinário da Pontifícia Academia de Santo Tomás de Aquino em 2011.  White lecionou na Dominican House of Studies em Washington, D.C., de 2008 a 2018, e foi fundador e diretor do Washington D.C. Thomistic Institute de 2009 até sua partida para Roma em 2018.
Em 2015, White tornou-se co-editor da Nova et Vetera Journal, um periódico teológico católico americano. Em 2018, ele foi designado para lecionar no Angelicum e atuar como Diretor do Instituto Tomista Angelicum. Em junho de 2021, foi nomeado reitor do Angelicum. 
Em 13 de maio de 2022, White fez o discurso de formatura na Universidade Católica da América e recebeu o título de Doutor Honorário em Letras Humanas. 
Em junho de 2022, White foi nomeado presidente da Academia de Teologia Católica, uma das principais sociedades de teologia católica acadêmica nos Estados Unidos. 
Em 7 de dezembro de 2023, White recebeu o título de Mestre em Teologia Sagrada da Ordem dos Pregadores. 
White é um membro fundador do grupo católico de bluegrass Hillbilly Thomists, que lançou quatro álbuns de estúdio até o momento.  Em 2023, ele foi nomeado Artista Oficial de Banjo de Deering. 